# Big Sean
Шон Андерсон (народився 25 березня 1988), відоміший під своїм сценічним псевдонімом Big Sean — американський репер. Big Sean підписав контракт з лейблом GOOD Music в 2007 році.

## Біографія

### Музична кар'єра
У 2005 році Каньє Уест робив радіо-інтерв'ю на 102,7 FM. Дізнавшись про це, він подався на радіо-станцію, щоб зустріти Каньє і виконати свої пісні. Два роки потому Каньє нарешті підписав Шона на GOOD Music.

### Mixtapes (2007—2010)
31 вересня 2007 року, Big Sean випустив свій перший мікстейп Finally Famous: The Mixtape. Його хіт «Get'cha Some», спродюсований WrighTrax, досяг уваги засобів масової інформації і отримав кілька статей у Detroit Metro Times. Він також записав кліп на «Get'cha Some» разом з Hype Williams.
Шон випустив другий мікстейп 16 квітня 2009 року під назвою UKNOWBIGSEAN. До нього увійшли пісні «Million Dollars», «Get'cha Some», «Desire, Want, Need» та ін. Мікстейп включає в себе 30 треків.
Шон випустив третій мікстейп 31 серпня 2010 під назвою Finally Famous Vol. 3: BIG. І включив до себе таких виконавців, як Bun B, Chip Tha Ripper, Asher Roth. Також мікстейп включає до себе 20 композицій.

### Finally Famous (2011—2012)
Finally Famous — Дебютний альбом Шона. Big Sean сказав, що альбом не вийшов в 2010 році, але він вийде в 2011 році. Нещодавно, у своєму інтерв'ю він обговорив роль Kanye West і No ID — і сказав, що альбом вже майже закінчений.
Першим синглом з альбому стала пісня «My Last» разом з Chris Brown.
Другий сингл — пісня «I Do It».
Третій сингл з альбому — пісня «What Goes Around», вийшов 23 травня iTunes.

### Hall Of Fame (2013— дотепер)
Big Sean відсунув дату релізу свого другого студійного альбому Hall Of Fame, який вийшов 27 серпня 2013 року. Щоб надати альбому «класичне відчуття», для запису були запрошені такі виконавці, як Lil Wayne, Nicki Minaj, Jhene Aiko, Nas, Kid Cudi, Juicy J, Young Jeezy і Miguel. Альбом був спродюсований No ID і Key Wane з допомогою Hit-Boy, Da Internz, Mike Dean, Travi$ Scott, Xaphoon Jones, Young Chop та інші. Big Sean також заявив в інтерв'ю, що він був в студії з одним хлопцем з Детройта — Eminem'ом.

### Особисте Життя
Зустрічався з американською актрисою і співачкою Наєю Рівера. Вони побралися в жовтні 2013 року, але кілька місяців по тому розлучилися.
Зустрічався з американською співачкою Аріаною Ґранде.

## Творчість

### Дискографія
- 2011 — Finally Famous
- 2012 — Cruel Summer (with GOOD Music)
- 2013 — Hall Of Fame
- 2015 — Dark Sky Paradise
- 2017 — I Decided
- 2017 — Double Or Nothing (&Metro Boomin)
- 2020 — Detroit 2
- 2021 — Finally Famous (10th Aniversary Deluxe Edition Remixed And Remastered)

### Спільні пісні
- 2010 BET Hip-Hop Awards Cypher (Kanye West, Pusha T, CyHi Da Prynce, Big Sean & Common)
- Big Sean — «Way Out» ft. Mr.Hudson
- Big Sean — «Made» ft. Drake
- Chiddy Bang — «Too Fake» ft. Big Sean
- Chip tha Ripper — «Fat Raps» ft. Curren$y & Big Sean
- Chris Brown — «Shit God Damn» ft. Big Sean
- Chris Brown — «Glitter» ft. Big Sean
- Chris Brown — «Paper, Scissors, Rock» ft. Big Sean & Timbaland
- Chris Brown — «What U Doin» ft. Big Sean
- French Montana — «We On» ft. Big Sean, Wiz Khalifa & Nipsey Hussle
- Fly Union — «Poe'd Up» ft. Big Sean
- Justin Bieber — As long as you love me
- Kanye West — «Paranoid» (Remix) ft. Big Sean, Kid Cudi & Mr Hudson
- Kanye West — «Looking For Trouble» ft. Big Sean, Pusha T, J. Cole & CyHi The Prynce
- Kanye West — «See Me Now» ft. Big Sean, Beyonce & Charlie Wilson
- Kanye West — «Good Friday» ft. Common, Pusha T, Kid Cudi, Big Sean & Charlie Wilson
- Kanye West — «Don't Look Down» ft. Mos Def, Big Sean & Lupe Fiasco
- Kanye West — «All of the Lights» (Remix) ft. Lil Wayne, Drake, & Big Sean
- Khalil — «Goodie Goodie» ft. Big Sean
- Kid Cudi — "Rollin' " Remix ft. Big Sean
- Malik Yusef — «V.E.R.S.E (Very Entertaining Recitals Spit Effortlessly)» ft. Big Sean, Anna Maria Cardinalli
- Mario — «Before She Said Hi» ft. Big Sean
- Mike Posner — «Cooler than Me» ft. Big Sean
- Mike Posner — «Speed of Sound» ft. Big Sean
- Mike Posner — «Bring Me Down» ft. Big Sean & Freddie Gibbs
- Mike Posner — «Smoke and Drive» ft. Big Sean
- New Boyz — «I Don't Care» ft. Big Sean
- Royce da 5'9 — «My Own Planet» ft. Big Sean
- Teriyaki Boyz — «Teriyaking» ft. Kanye West & Big Sean
- Tommy Lee — «I'm A Loser» ft. Lil Wayne, Joell Ortiz, Sparkdawg, Big Sean, J-Son & Sum 41
- Travis Porter — «Dem Girls» ft. Big Sean
- Wale — «Wonder Why» ft. Big Sean, Kenn Star & Mike Posner
- Wiz Khalifa — «GangBang» ft. Big Sean
- Wiz Khalifa — «Phone Numbers» ft. Big Sean & Trae Tha Truth
- XV — "Life Vs. Livin' « ft. Big Sean
- YG — „In The Morning“ ft. Big Krit, Big Sean & Ty$
- Lil Wayne — „My Homies Still“ ft. Big Sean
- Kanye West — Mercy ft. Big Sean, Pusha T, 2 Chainz
- Chris Brown — Till I Die ft. Big Sean & Wiz Khalifa
- Kanye West — Clique ft. Big Sean & Jay-Z
- Tyga — Im Gone ft. Big Sean
- Fall Out Boy — „The Mighty Fall“ ft. Big Sean
- Jessie J — „Wild“ ft. Big Sean & Dizzee Rascal
- Ariana Grande — Right There ft. Big Sean
- Justin Bieber — Memphis ft. Big Sean
- Miley Cyrus — Love, Money, Party ft. Big Sean
- Drake — All Me ft. 2 Chainz & Big Sean
- Game — All That (Lady) ft. Lil Wayne, Big Sean, Fabolous & Jeremih
- Meek Mill — Burn ft Big Sean
- Dj Khaled — I'm So Blessed ft. Big Sean, Wiz Khalifa, Ace Hood & T-Pain
- Rick Ross — Sanctified ft. Kanye West & Big Sean
- Tinie Tempah — Shape ft. Big Sean
- Juicy J — Show Out ft. Big Sean & Young Jeezy
- Wale — Slight Work ft. Big Sean
- Pusha T — Who I Am ft. Big Sean & 2 Chainz
- Busta Rhymes — YMCHB Mula ft. Big Sean, Reek Da Villian & J-Doe
- Dj Khaled — You Don't Want These Problems ft. Big Sean, Rick Ross, French Montana, 2 Chainz, Meek Miil, Ace Hood & Timbaland
- Eminem — Detroit Vs. Everybody ft. DeJ Loaf, Royce da 5'9», Danny Brown, Trick-Trick, Big Sean
- Ariana Grande — Problem ft. Iggy Azalea & Big Sean
- Justin Bieber — No Pressure (feat. Big Sean)
- Meek Mill — B Boy (feat Big Sean & ASAP Ferg)